# Лімна (гміна)
Ґміна Ломна — колишня (1934–1939 рр.) сільська ґміна Турківського повіту Львівського воєводства Польської республіки. Центром ґміни було село Лімна.
Ґміну Ломна було утворено 1 серпня 1934 р. у межах адміністративної реформи в ІІ Речі Посполитій із дотогочасних сільських ґмін: Бережек, Боберка, Бистре, Хащув, Днєстрик Дембови, Днєстрик Головєцкі, Ґранзьова, Ліпє, Ломна, Лопушанка Лєхньова, Міхньовєц, Жукотин.